# Нова Салинь
Нова Салинь (рос. Новая Салынь) — присілок в Дубровському районі Брянської області Російської Федерації.
Населення становить 70 осіб. Входить до складу муніципального утворення Пеклинське сільське поселення.

## Історія
Від 2005 року входить до складу муніципального утворення Пеклинське сільське поселення.

## Населення
| 2010 | 2013 |
| ---- | ---- |
| 80   | ↘70  |